# 史上最大の作戦 THE LONGEST TOUR 1993-1994
『史上最大の作戦 THE LONGEST TOUR 1993-1994』（しじょうさいだいのさくせん ザ・ロンゲスト・ツアー 1993-1994）は、CHAGE&ASKA（現：CHAGE and ASKA）のライブ・ビデオ。1999年12月20日にVHS（ファンクラブ限定）で発売された。

## 概要
本作は1993年10月10日から翌年4月10日にかけて行われたコンサートツアー『史上最大の作戦 THE LONGEST TOUR 1993-1994』からの映像を中心に、『ASIAN TOUR 1994』からの映像も一部収録した映像作品。
『SPECIAL EVENT '93 GUYS〜夢の番人〜』と同時発売。

## リリース
元はファンクラブ限定のVHSだったが、2009年9月23日発売の「CHAGE and ASKA LIVE DVD BOX 3」に本公演の模様が完全収録された。また、「ASIAN TOUR 1994」の模様も2019年に発売された「CHAGE and ASKA LIVE DVD BOX 4」に完全収録されている。

## 収録曲

### VHS版 (ファンクラブ限定)
1. 〜Opening Movie〜
2. 夜明けは沈黙のなかへ
作詞・作曲：飛鳥涼
3. なぜに君は帰らない
作詞・作曲：飛鳥涼
4. HANG UP THE PHONE
作詞・作曲：飛鳥涼
5. TAO
作詞・作曲：CHAGE
6. 螢
作詞・作曲：CHAGE
7. Sons and Daughters 〜それより僕が伝えたいのは
作詞・作曲：飛鳥涼
8. RED HILL
作詞・作曲：飛鳥涼
9. THE TIME
作詞・作曲：飛鳥涼
10. PRIDE
作詞・作曲：飛鳥涼
11. Mr. ASIA
作詞・作曲：飛鳥涼
12. 終章（エピローグ）
作詞：CHAGE・田北憲次　作曲：CHAGE
13. 男と女
作詞・作曲：飛鳥涼
14. SAY YES
作詞・作曲：飛鳥涼
15. Mr.Jの悲劇は岩より重い
作詞・作曲：CHAGE
16. 僕はこの瞳で嘘をつく
作詞・作曲：飛鳥涼
17. YAH YAH YAH
作詞・作曲：飛鳥涼
18. ロマンシング ヤード
作詞：秋谷銀四郎　作曲:CHAGE
19. BIG TREE
作詞・作曲：飛鳥涼
20. 〜Ending Movie〜

### DVD版 (『CHAGE and ASKA LIVE DVD BOX 3』に同梱)
1. 〜Opening Movie〜
2. 夜明けは沈黙のなかへ
3. なぜに君は帰らない
4. GUYS
作詞・作曲：飛鳥涼
5. SAY YES
6. CATCH & RELEASE
作詞・作曲：CHAGE
7. HANG UP THE PHONE
8. LOVE SONG
作詞・作曲：飛鳥涼
9. no no darlin'
作詞・作曲：飛鳥涼
10. TAO
11. You are free
作詞・作曲：飛鳥涼
12. 螢
13. 今夜ちょっとさ
作詞・作曲：飛鳥涼
14. Sons and Daughters 〜それより僕が伝えたいのは
15. RED HILL
16. THE TIME
17. Mr.Jの悲劇は岩より重い
18. 僕はこの瞳で嘘をつく
19. YAH YAH YAH
20. ロマンシング ヤード
21. PRIDE
22. 野いちごがゆれるように
作詞・作曲：飛鳥涼
23. 〜Ending Movie〜

## 史上最大の作戦 THE LONGEST TOUR 1993-1994
『史上最大の作戦 THE LONGEST TOUR 1993-1994』は、CHAGE and ASKAのコンサート・ツアー。盛岡市アイスアリーナを皮切りに1993年10月10日から翌年4月10日の国立代々木競技場第一体育館をファイナルにして開催された。

### セットリスト

#### 史上最大の作戦 THE LONGEST TOUR 1993-1994
1. 〜Opening Movie〜
2. 夜明けは沈黙のなかへ
3. なぜに君は帰らない
4. GUYS
5. SAY YES
6. 〜MC〜
7. CATCH & RELEASE
8. HANG UP THE PHONE
9. LOVE SONG
10. no no darlin'
11. 〜MC〜
12. TAO
13. You are free
14. 〜MC〜
15. 螢
16. 今夜ちょっとさ
17. 〜MC〜
18. Sons and Daughters 〜それより僕が伝えたいのは
19. RED HILL
20. THE TIME
21. Mr.Jの悲劇は岩より重い
22. 僕はこの瞳で嘘をつく
23. YAH YAH YAH
24. ロマンシング ヤード
25. PRIDE
26. 〜MC〜
27. 野いちごがゆれるように
28. 〜Ending Movie〜

#### Save the Children with CHAGE&ASKA "FC SPECIAL EVENT"
1. 夜明けは沈黙のなかへ
2. なぜに君は帰らない
3. GUYS
4. SAY YES
5. CATCH & RELEASE
6. HANG UP THE PHONE
7. LOVE SONG
8. no no darlin'
9. TAO
10. You are free
11. 螢
12. 今夜ちょっとさ
13. X'mas Song
14. Sons and Daughters 〜それより僕が伝えたいのは
15. RED HILL
16. THE TIME
17. Mr.Jの悲劇は岩より重い
18. 僕はこの瞳で嘘をつく
19. YAH YAH YAH
20. ロマンシング ヤード
21. PRIDE
22. 野いちごがゆれるように

#### ASIAN TOUR 1994
1. 〜Opening Movie〜
2. 夜明けは沈黙のなかへ
3. なぜに君は帰らない
4. GUYS
5. CATCH & RELEASE
6. HANG UP THE PHONE
7. LOVE SONG
8. はじまりはいつも雨
作詞・作曲：飛鳥涼
9. 終章（エピローグ）
10. 男と女
11. You are free
12. 今夜ちょっとさ
13. Sons and Daughters 〜それより僕が伝えたいのは
14. RED HILL
15. Mr. ASIA
16. SAY YES
17. Mr.Jの悲劇は岩より重い
18. 僕はこの瞳で嘘をつく
19. YAH YAH YAH
20. ロマンシング　ヤード
21. WALK
作詞・作曲：飛鳥涼
22. BIG TREE
23. 〜Ending Movie〜

#### Movie解説
＜Opening Movie＞ 
50年後のある日の物語。工藤静香の孫である歌手が登場する歌番組。その歌手のマネージャー宮崎氏とプロデューサーのチャッピー柴田氏の会話。 歌番組を街頭のTVで見つめるCHAGE。 
ASKAと公園のベンチにて、LIVE UFO '93やBIG TREEツアーを振り返る。 『15周年、すごかったな。目をつむると聞こえてくるよ・・・。』 「夜明けは沈黙のなかへ」のイントロが流れ、ライブスタート。
＜Ending Movie＞ 
再び公園のベンチで二人。 『明日は1時からリハーサルだぞ』で幕を閉じた。その後、ムービーメイキングやスタッフロール、二人が「See Ya!」と告げて終了。